# Sergej Monja
Sergej Aleksandrovitsj Monja (Russisch: Сергей Александрович Моня) (Saratov, 15 april 1983) is een professionele basketbalspeler die speelt voor het nationale team van Rusland. Hij kreeg de onderscheiding Meester in de sport van Rusland en de Medaille voor het dienen van het Moederland op 13 augustus 2012.

## Carrière
Monja begon zijn profcarrière bij Avtodor Saratov in 2000. In 2002 stapte hij over naar CSKA Moskou. Met die club won hij het Landskampioenschap van Rusland in 2003, 2004 en 2005. Ook werd hij Bekerwinnaar van Rusland in 2005. In 2005 verhuisde hij naar de Verenigde Staten om te spelen in de NBA. Hij ging spelen voor de Portland Trail Blazers. Na één jaar ging hij spelen voor Fort Worth Flyers om na een paar maanden terug te keren in de NBA, maar nu bij de Sacramento Kings. In 2006 keerde hij terug naar Rusland om te gaan spelen voor Dinamo Moskou. In 2010 verhuisde Monja naar Chimki Oblast Moskou. Met Chimki won Monja twee keer de EuroCup in 2012 en 2015.
Monja won met Rusland brons op de Olympische Spelen in 2012. Ook won hij goud op het Europees Kampioenschap in 2007 en brons in 2011. Op 14 juni 2016 werd bekend dat Sergej Monja zijn carrière in het Russische nationale team beëindigde.

## Erelijst
- Landskampioen Rusland: 3
  - Winnaar: 2003, 2004, 2005
- Bekerwinnaar Rusland: 1
  - Winnaar: 2005
- EuroCup: 2
  - Winnaar: 2012, 2015
- Olympische Spelen:
  - Brons: 2012
- Europees Kampioenschap: 1
  - Goud: 2007
  - Brons: 2011